# کبوتر گلوسفید
 کبوتر گلوسفید (نام علمی: Columba vitiensis) نام یک گونه از سرده کبوتر است.